# Kastanjedyr
Et kastanjedyr er en model af et motiv, typisk et dyr, der er fremstillet af kastanjer. Kastanjedyr, der er formet som mennesker, kaldes også kastanjemænd. De laves navnlig om efteråret og regnes typisk som en børnehaveaktivitet og som et klassisk indslag i dansk og tysk børnekultur.
Kastanjedyr laves typisk af kastanjer, der sættes sammen med tændstikker. Et almindeligt forekommende kastanjedyr er af den firbenede slags, hvor kroppen består af en større kastanje, der tilføjes et hoved og fire mindre kastanjer som "ben" for enden af hver sin tændstik. Alternativt kan svovlet på tændstikkerne fungere som fødder.
Tændstikkerne fæstnes i kastanjerne ved at bore små huller med en lille skruetrækker eller en syl.

## Udformning
Simple kastanjedyr består udelukkende af kastanjer sat sammen med tændstikker, men den erfarne kastanjedyrmager støder hurtigt på begrænsninger i formen på dyrene. Kastanjerne kan således skæres til, så de passer i form som eksempelvis ører på katte og kaniner.
Nogle bruger tegnestifter som ører eller som horn på eksempelvis giraffer. Der kan også tegnes øjne, mund osv. på hovederne.
Ligeledes kan der bruges lim til at fæstne små stykker kastanje (eller andet) på dyrene. Således kan man eksempelvis lave får ved at vikle lidt vat rundt om et kastanjedyr.